# Sjemonaicha (ort)
Sjemonaicha (ryska: Шемонаиха) är en ort i Kazakstan.   Den ligger i oblystet Östkazakstan, i den östra delen av landet, 700 km öster om huvudstaden Astana. Sjemonaicha ligger 313 meter över havet och antalet invånare är 20 087.
Terrängen runt Sjemonaicha är platt åt nordväst, men åt sydost är den kuperad. Sjemonaicha ligger nere i en dal. Runt Sjemonaicha är det glesbefolkat, med 16 invånare per kvadratkilometer. Sjemonaicha är det största samhället i trakten. Trakten runt Sjemonaicha består i huvudsak av gräsmarker.